# The New Yorkers
The New Yorkers è un musical statunitense, che debuttò a Broadway l'8 dicembre 1930 per la regia di Monty Woolley arrivando a un totale di 168 recite.
Il libretto era di Herbert Fields; parole e musica di Cole Porter, con la direzione musicale di Al Goodman

## Le canzoni
Le canzoni dello spettacolo sono firmate da Cole Porter (parole e musica) e da Jimmy Durante (parole e musica):

## Atto I
- Go Into Your Dance (eseguita da: Mona Low (hostess at the Toro), Lola McGee e Toro Girls)
- The Hot Patata, parole e musica di Jimmy Durante  (eseguita da: Jimmie Deegan, Ronald Monahan e Cyril Gregory)
- Where Have You Been? (eseguita da: Al Spanish e Alice Wentworth)
- Say It With Gin (eseguita da: Ensemble e Trainor Brothers)
- Venice (eseguita da: )
- Love For Sale (eseguita da: May e Three Girl Friends)
- I'm Getting Myself Ready for You (eseguita da: Mona Low (hostess at the Toro), James Livingston, Lola McGee e Alfredo Gomez)
- Drinking Song, parole di Charles Henderson, musica di Fred Waring (eseguita da: Waring's Pennsylvanians)
- The Great Indoors (eseguita da: Mona Low (hostess at the Toro) e Girls)
- Money, parole e musica di Jimmy Durante (eseguita da: Jimmie Deegan, Ronald Monahan e Cyril Gregory)
- Wood, parole e musica di Jimmy Durante (eseguita da: Jimmie Deegan, Ronald Monahan, Cyril Gregory e Company)

## Atto II
- Sheikin Fool, parole e musica di Jimmy Durante (eseguita da: Jimmie Deegan, Ronald Monahan e Cyril Gregory)
- Let's Fly Away (eseguita da: James Livingston, Alice Wentworth e Ensemble)
- I Happen to Like New York (eseguita da: Mildew)
- Let's Fly Away (ripresa) (eseguita da: James Livingston, Alice Wentworth e Ensemble)
- Sing Sing for Sing Sing (eseguita da: Al Spanish e Waring's Pennsylvanians)
- Sing Sing for Sing Sing (ripresa) (eseguita da: Mona Low (hostess at the Toro), Three Girl Friends e Waring's Pennsylvanians)
- Data, parole e musica di Jimmy Durante (eseguita da: Jimmie Deegan, Ronald Monahan, Cyril Gregory e Waring's Pennsylvanians)
- Sing Sing for Sing Sing (ripresa) (eseguita da: Waring's Pennsylvanians)
- Take Me Back to Manhattan (eseguita da: tutta la compagnia)

## Il cast
La sera della prima, nel cast figurano i seguenti artisti:
- Charles Angelo: dottor Windham Wentworth
- Chester Bree: Felix
- Marie Cahill: Gloria Wentworth
- Lew Clayton: Cyril Gregory
- Jimmy Durante: Jimmie Deegan
- Ralph Glover: Hillary Trask
- Barrie Oliver: James Livingston
- Ann Pennington: Lola McGee
- Frances Williams: Mona Low
- Hope Williams: Alice Wentworth
- Tammany Young: Feet McGeehan
- Iris Adrian:
- Charles King: uno spagnolo